# Trisannabrug

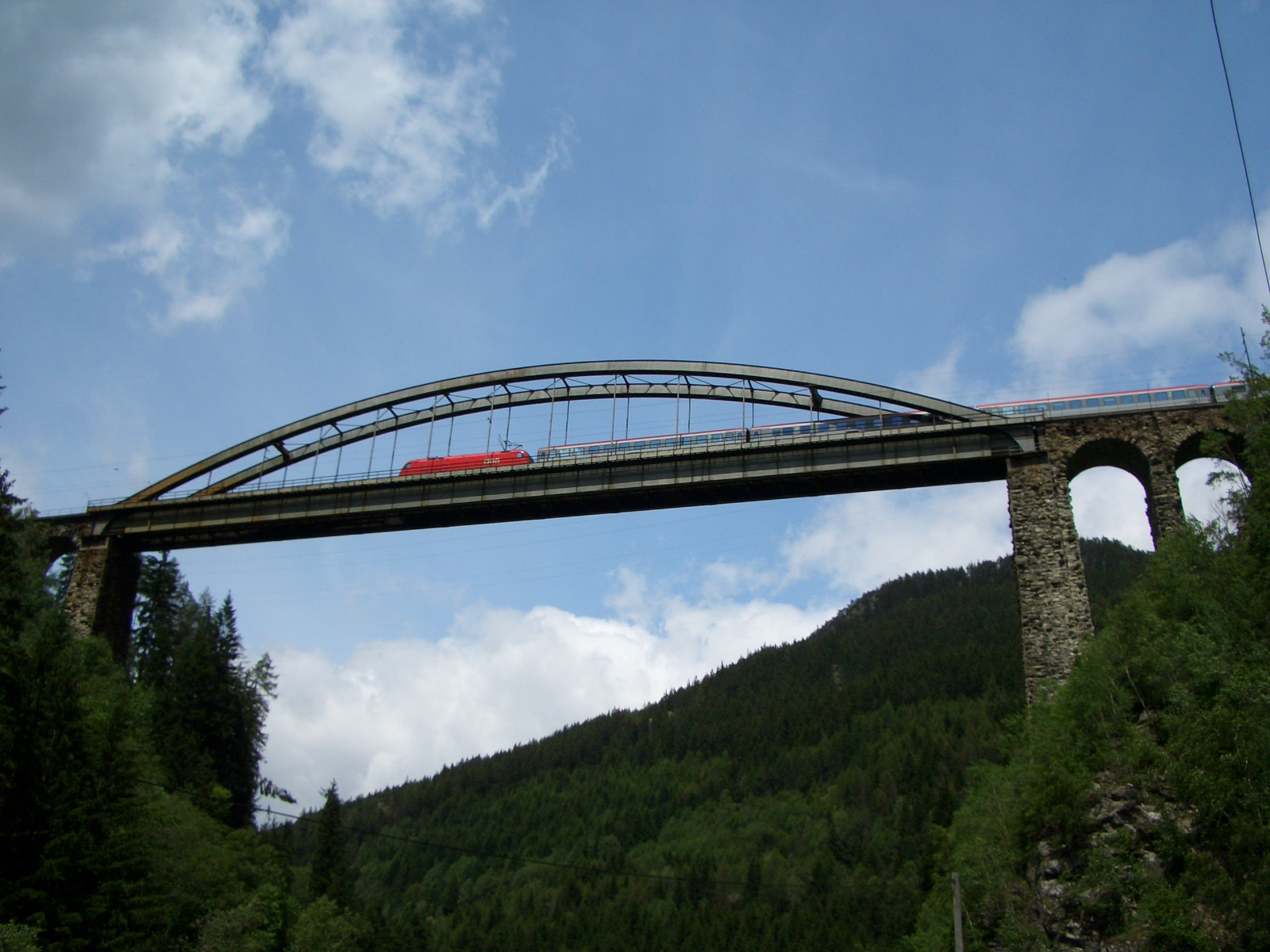
Trisannabrug

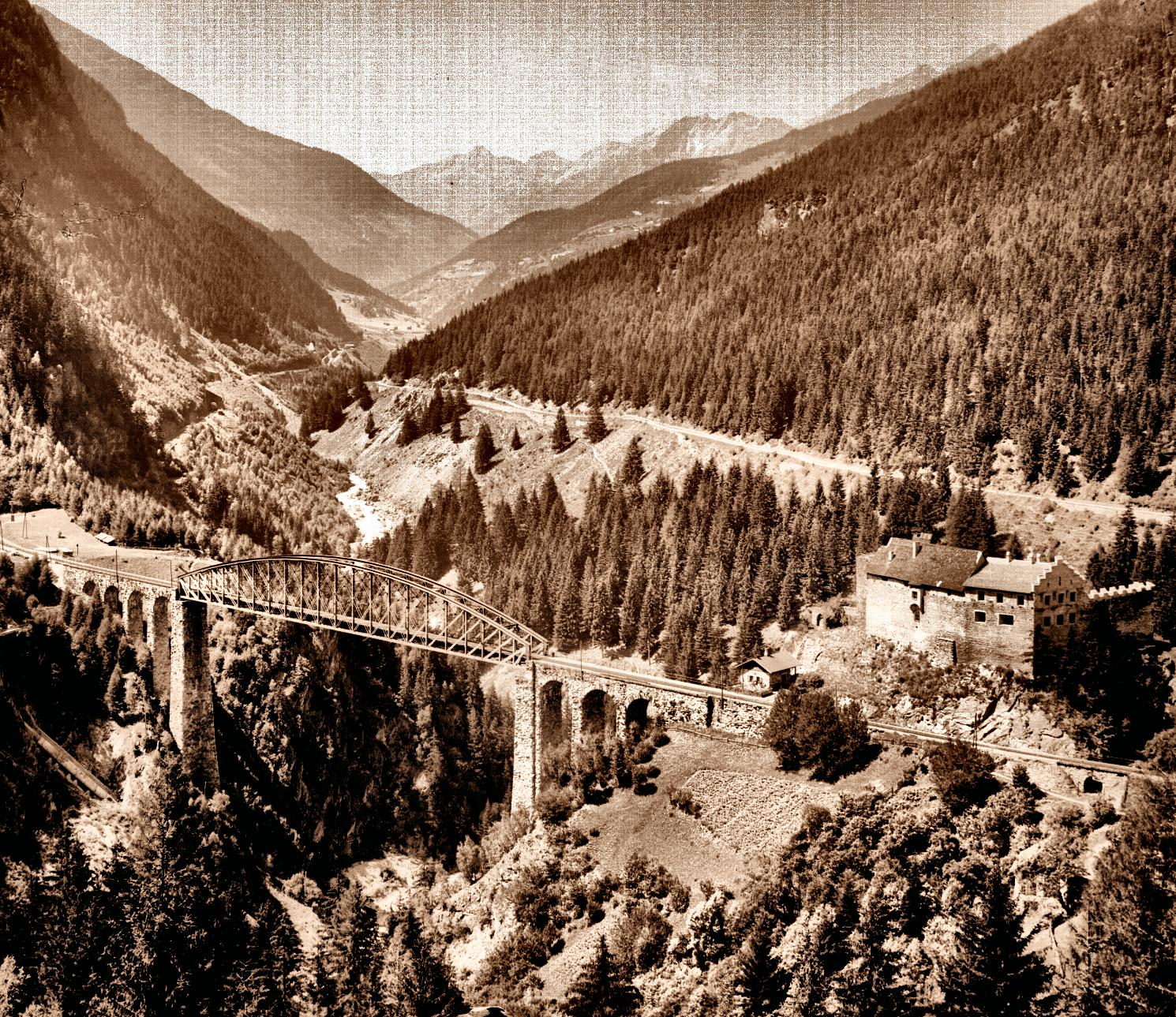
1884-1923

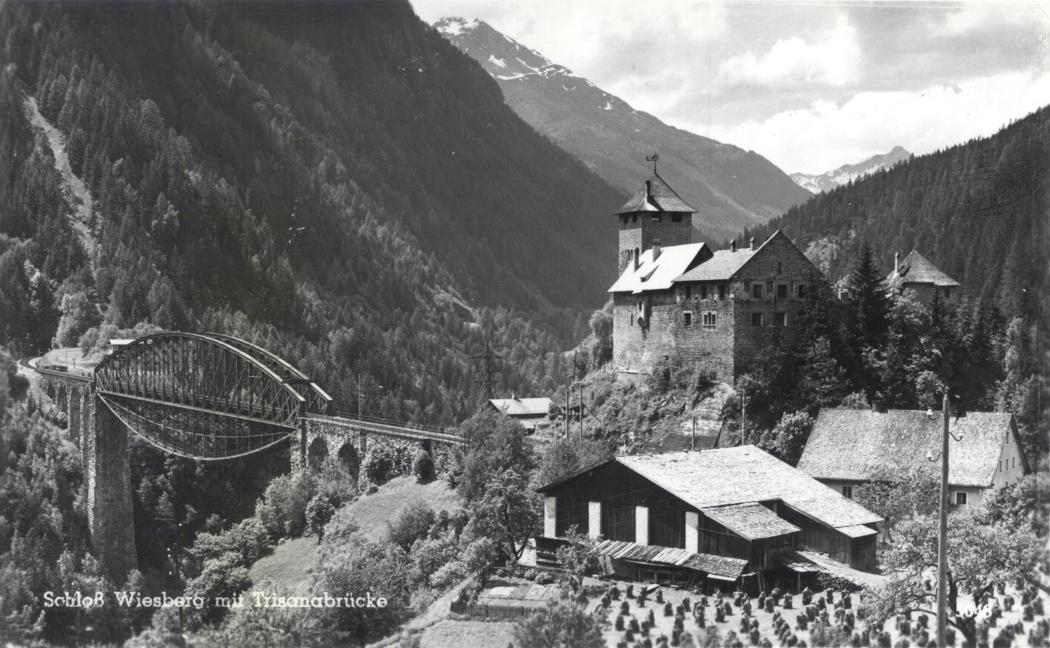
1923-1964

De Trisannabrug (plaatselijk ook Wiesbergbrug) is een spoorbrug in de Oostenrijkse deelstaat Tirol en is het wellicht belangrijkste kunstwerk van de Arlbergspoorweg. De brug ligt tussen de stations van Pians en Strengen, bij de halte Wiesberg en de stad Landeck. Aan het oostelijke bruggenhoofd ligt het slot Wiesberg, waardoor het uitzicht op de brug aantrekkelijk is voor fotografen.
De brug is 230 meter lang, op een hoogte van 87 meter boven het dal, en leidt de spoorweg over de rivier de Trisanna en de Silvrettastraße. Onder de brug ligt een waterkrachtcentrale. Het bouwwerk bestaat uit vier stenen bogen met een voet van 9 meter breed waarbij een 120 meter lange stalen brug het midden overspant. Na de bouw in 1883-1884 was de brug een sensatie vanwege zijn grote spanwijdte (toentertijd de grootste van Oostenrijk) en omdat er elektrische verlichting op was aangebracht. Hogere belasting door zwaardere treinen maakte dat in 1923 een tweede boog werd toegevoegd aan de onderzijde van de stalen brug. In 1964 werd de stalenconstructie vervangen door een nieuwe.